# غدة ديفرنوي

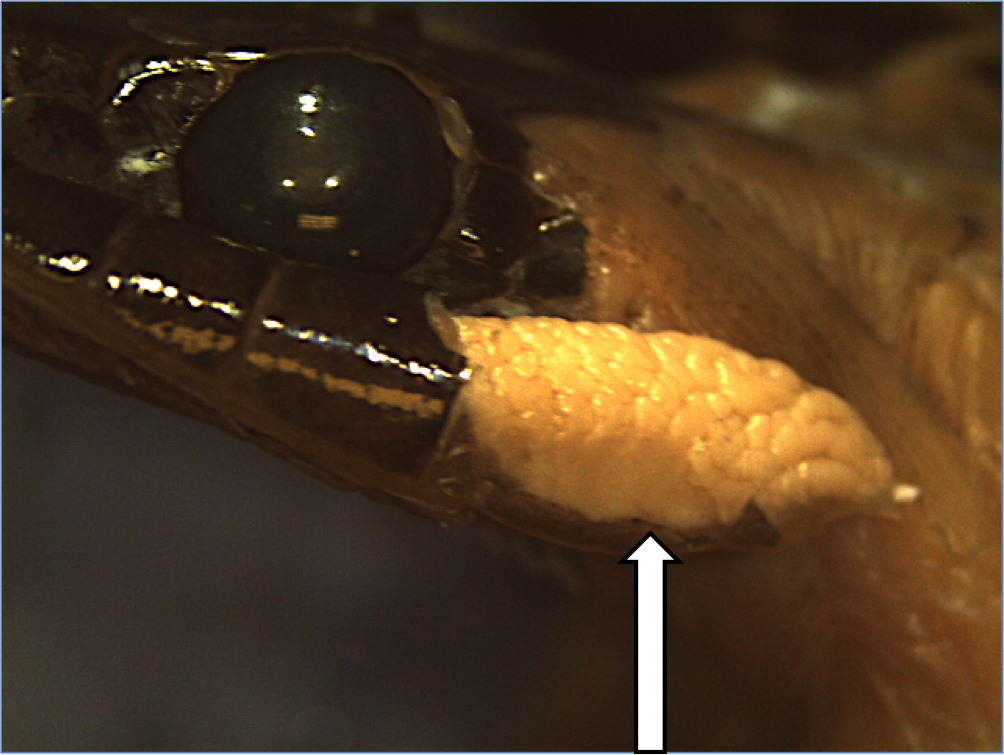

غدة ديفرنوي هي غدة موجودة في بعض فصائل ثعبان الحَنَش. تختلف هذه الغدة عن غدة السم ولا توجد في ثعابين الأفعويات أو العربيدة. سُمِّيت بهذا الاسم نسبة إلى العالم الفرنسي في علم الحيوان جورجز لويس ديفرنوي؛ وهو أول من وصف هذه الغدة في عام 1832.
تقع غدة ديفرنوي خلف العين وهي مكسوّة بغطاء رقيقٍ من الأنسجة المتصلة، وتتكون الغدة في الغالب من
خلايا مصلية. وتمتد قناة واحدة قصيرة أمام إنسية من تجويف الغدة إلى أسفل الأنياب الخلفية.

## الوظيفة
لا تزال وظيفة غدة ديفرنوي محل دراسةٍ وتأمُّلٍ وجدلٍ أيضًا. كما أنه من المتعارف عليه أن غدة ديفرنوي هي نظير غدد السم في الأفاعي السامة والأفاعي العربيدة. لكن هذين النوعين من الغدد “يختلفان تشريحيًا ووظيفيًا” مما دفع بخبراءٍ مثل الدكتور كينيث كاردونج إلى التمسُّك بالفارق بين غدة ديفرنوي وغدد السم أو فينوم. إلا أن هناك علماءً آخرين مثل الدكتور بريان فراي (Bryan Fry) يتمسك بالرأي الذي يقول إن غدة ديفرنوي هي نسخة أولية من غدد السم وأنه يجب أن يتم اعتبارها كذلك.
نظرًا لأن إفرازات هذه الغدة ترتبط بسلوك البلع في الأفاعي، يمكن أن تلعب غدة ديفرنوي دورًا في البلع والهضم. يرى كاردونج أيضًا أنه على الرغم من احتمال سُمِّية بعض إفرازات غدة ديفرنوي وأنها يمكن أن تسبب الألم والتورم وتأثيرات أخرى عند حقنِها تحت الجلد، فإن ذلك لا يجعل هذه الإفرازات سمومًا.